# دير القديس نيقولاوس أناباوساس

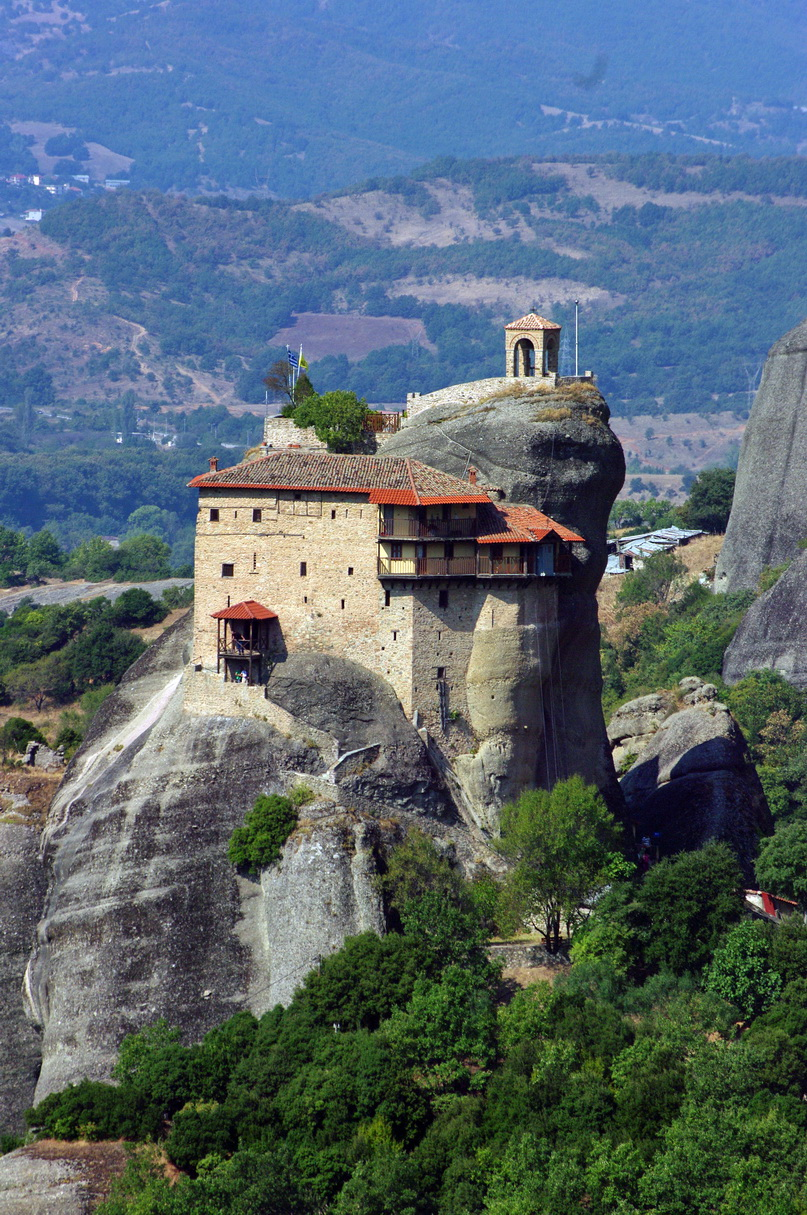

دير القديس نيقولاوس أناباوساس ( اليونانية: Μονή Αγίου Νικολάου Αναπαυσά ) ) هو دير أرثوذكسي شرقي وهو جزء من مجمع دير ميتيورا في ثيساليا ، وسط اليونان .  تأسس في نهاية القرن الرابع عشر  ويقع على قمة جرف صخري. 

## اقرأ أيضا
- دير الثالوث المقدس
- دير فارلام
- ميتيورا